# Single numer jeden w roku 1982 (USA)
Notowanie Billboard Hot 100 przedstawia najlepiej sprzedające się single w Stanach Zjednoczonych. Publikowane jest ono przez magazyn Billboard, a dane kompletowane są przez Nielsen SoundScan w oparciu o cotygodniowe wyniki sprzedaży cyfrowej oraz fizycznej singli, a także częstotliwość emitowania piosenek na antenach stacji radiowych.
| Data publikacji | Piosenka                          | Artysta                        |
| --------------- | --------------------------------- | ------------------------------ |
| 2 stycznia      | „Physical”                        | Olivia Newton-John             |
| 9 stycznia      | „Physical”                        | Olivia Newton-John             |
| 16 stycznia     | „Physical”                        | Olivia Newton-John             |
| 23 stycznia     | „Physical”                        | Olivia Newton-John             |
| 30 stycznia     | „I Can't Go for That (No Can Do)” | Daryl Hall and John Oates      |
| 6 lutego        | „Centerfold”                      | The J. Geils Band              |
| 13 lutego       | „Centerfold”                      | The J. Geils Band              |
| 20 lutego       | „Centerfold”                      | The J. Geils Band              |
| 27 lutego       | „Centerfold”                      | The J. Geils Band              |
| 6 marca         | „Centerfold”                      | The J. Geils Band              |
| 13 marca        | „Centerfold”                      | The J. Geils Band              |
| 20 marca        | „I Love Rock ’n’ Roll”            | Joan Jett and the Blackhearts  |
| 27 marca        | „I Love Rock ’n’ Roll”            | Joan Jett and the Blackhearts  |
| 3 kwietnia      | „I Love Rock ’n’ Roll”            | Joan Jett and the Blackhearts  |
| 10 kwietnia     | „I Love Rock ’n’ Roll”            | Joan Jett and the Blackhearts  |
| 17 kwietnia     | „I Love Rock ’n’ Roll”            | Joan Jett and the Blackhearts  |
| 24 kwietnia     | „I Love Rock ’n’ Roll”            | Joan Jett and the Blackhearts  |
| 1 maja          | „I Love Rock ’n’ Roll”            | Joan Jett and the Blackhearts  |
| 8 maja          | „Chariots of Fire”                | Vangelis                       |
| 15 maja         | „Ebony and Ivory”                 | Paul McCartney i Stevie Wonder |
| 22 maja         | „Ebony and Ivory”                 | Paul McCartney i Stevie Wonder |
| 29 maja         | „Ebony and Ivory”                 | Paul McCartney i Stevie Wonder |
| 5 czerwca       | „Ebony and Ivory”                 | Paul McCartney i Stevie Wonder |
| 12 czerwca      | „Ebony and Ivory”                 | Paul McCartney i Stevie Wonder |
| 19 czerwca      | „Ebony and Ivory”                 | Paul McCartney i Stevie Wonder |
| 26 czerwca      | „Ebony and Ivory”                 | Paul McCartney i Stevie Wonder |
| 3 lipca         | „Don't You Want Me”               | The Human League               |
| 10 lipca        | „Don't You Want Me”               | The Human League               |
| 17 lipca        | „Don't You Want Me”               | The Human League               |
| 24 lipca        | „Eye of the Tiger”                | Survivor                       |
| 31 lipca        | „Eye of the Tiger”                | Survivor                       |
| 7 sierpnia      | „Eye of the Tiger”                | Survivor                       |
| 14 sierpnia     | „Eye of the Tiger”                | Survivor                       |
| 21 sierpnia     | „Eye of the Tiger”                | Survivor                       |
| 28 sierpnia     | „Eye of the Tiger”                | Survivor                       |
| 4 września      | „Abracadabra”                     | Steve Miller Band              |
| 11 września     | „Hard to Say I'm Sorry”           | Chicago                        |
| 18 września     | „Hard to Say I'm Sorry”           | Chicago                        |
| 25 września     | „Abracadabra”                     | Steve Miller Band              |
| 2 października  | „Jack and Diane”                  | John Cougar                    |
| 9 października  | „Jack and Diane”                  | John Cougar                    |
| 16 października | „Jack and Diane”                  | John Cougar                    |
| 23 października | „Jack and Diane”                  | John Cougar                    |
| 30 października | „Who Can It Be Now?”              | Men at Work                    |
| 6 listopada     | „Up Where We Belong”              | Joe Cocker i Jennifer Warnes   |
| 13 listopada    | „Up Where We Belong”              | Joe Cocker i Jennifer Warnes   |
| 20 listopada    | „Up Where We Belong”              | Joe Cocker i Jennifer Warnes   |
| 27 listopada    | „Truly”                           | Lionel Richie                  |
| 4 grudnia       | „Truly”                           | Lionel Richie                  |
| 11 grudnia      | „Mickey”                          | Toni Basil                     |
| 18 grudnia      | „Maneater”                        | Daryl Hall and John Oates      |
| 25 grudnia      | „Maneater”                        | Daryl Hall and John Oates      |